# موسمية الولادة
يتم ربط الوقت الذي يولد فيه الشخص من السنة بالتغيرات الفسيولوجية والنفسية التي تحدث للإنسان. وعلى عكس علم التنجيم، تحاول الأبحاث العلمية التي تجرى بشأن موسمية الولادات عادة أن تُنشئ علاقات سببية (نسب الارتباط) مع الصحة الجسدية والنفسية. وقد اعترف أبقراط بأهمية موسم الميلاد عام 460 قبل الميلاد.

## الوصف
تُعد الأبحاث العلمية في مجال موسمية الميلاد واحدة من المفاهيم الهامة في فيزيولوجيا الإنسان والـوبائيات. وعلى الرغم من العدد الكبير من الأعمال التي قامت بها فرق العمل والباحثون من الأفراد في مجالات مختلفة من الفيزيولوجيا والطب  فإن كل هذه الأعمال تحاول شرح أسباب النسب المكتشفة لأي فرضية، وهي السبب الرئيسي لاستحالة جمع النتائج في نظام موحد من المعرفة. وربما هناك نقطة لوضع نتائج مثل هذه الأبحاث في الاعتبار وهي كيف يتم تصنيف المعلومات إحصائيًا بينما لا يوجد إجماع عليها.

## نتائج الأبحاث العلمية

### التأثير على الحالات الطبية
يمكن أن يكون للموسم الذي يولد فيه الأطفال تأثير كبير على الخطر الذي يتعرضون له في المستقبل والمتعلق بتطور حالات مثل الاضطرابات العصبية وتشمل اضطراب العاطفة الموسمي والاضطراب ثنائي القطب والفصام وسكري النمط الأول. وقد أظهرت الأبحاث أن الموسم الذي يولد فيه الطفل يمكن أن يكون له تأثير كبير بشأن ما إذا كنت ستصبح مدخنًا شرهًا أم لا، وهذا يختلف حتى بين الرجال والنساء.

### عامل في نمو الرضع
تم ربط الموسم الذي تحدث خلاله عملية الولادة بنمو وزن الرضيع وكذلك الوزن الأولي.

### عامل في التطوير الأكاديمي
هناك أدلة تُشير إلى أن الأطفال الذين يولدون في وقت سابق عن أقرانهم الذين يحضرون معهم نفس السنة الدراسية، يكتسبون ميزة: 
«في بريطانيا يبدأ العام الدراسي في شهر سبتمبر، وربما يكون هناك فرق في العمر الزمني حوالي عام كامل بين الطفل الأكبر (يوم ميلاده في سبتمبر) والأصغر (يوم ميلاده في أغسطس) في نفس الفصل الدراسي. وهناك دليل، في نفس السياق، على أن الأطفال الذين يولدون في فصل الخريف (أيام ميلادهم من سبتمبر إلى ديسمبر) يكون أداؤهم الأكاديمي أفضل، نسبة إلى أقرانهم في الفصل الدراسي، من أولئك الذين ولدوا في فصل الربيع (أيام ميلادهم من يناير إلى أبريل)، الذين يتفوقون بدورهم على مواليد فصل الصيف (أيام ميلادهم من مايو إلى أغسطس).» 

### عامل لخطر الانتحار
توضح معدلات مواليد الناس الذين يقتلون أنفسهم في وقت لاحق زيادة غير متناسبة لمواليد شهر أبريل ومايو ويونيو مقارنة بالشهور الأخرى. وعمومًا، يزيد خطر الانتحار بنسبة 17|% في الأشخاص الذين يولدون في فصل الربيع-أوائل الصيف مقارنة بأولئك الذين يولدون في فصل الخريف-أوائل الشتاء؛ وكانت هذه النسبة الزائدة من الخطورة أكبر عند النساء (29.6%) من الرجال (13.7%).
وأظهرت أعمال البحث في السويد أن أولئك الذين فضلوا شنق أنفسهم بدلاً من تناول السم أو استنشاق غاز البنزين كان تاريخ مولدهم خلال شهري فبراير-أبريل في معظمهم. وكان الحد الأقصى لمنحنى شهر الولادة لمن يفضلون شنق أنفسهم في شهري مارس-أبريل والحد الأدنى في شهري سبتمبر-أكتوبر.

## كتابات أخرى
- Gavrilov LA, Gavrilova NS. Early-Life Exposure, Season of Birth and Gender Differences in Human Life Span. Science, 2004, 305(5691): 1739 (letter published in Science online).
- Gavrilov, L.A., Gavrilova, N.S. Season of birth and human longevity. Journal of Anti-Aging Medicine, 1999, 2(4): 365-366.
- Gavrilov LA, Gavrilova NS. Early-Life Programming of Aging and Longevity: The Idea of High Initial Damage Load (the HIDL Hypothesis). Annals of the New York Academy of Sciences, 2004, 1019: 496-501.
- Gavrilova N.S., Gavrilov L.A., Evdokushkina, G.N., Semyonova, V.G. Early-life predictors of human longevity: Analysis of the 19th Century birth cohorts. Annales de Demographie Historique, 2003, 2: 177-198.
- Gavrilov, L.A., Gavrilova, N.S. Early-life factors modulating lifespan. In: Rattan, S.I.S. (Ed.). Modulating Aging and Longevity. 2003. Kluwer Academic Publishers, Dordrecht, The Netherlands, 2003, 27-50.